# Championnat d'Asie de rugby à XV 2017
 (signalé en mai 2025).
Si vous disposez d'ouvrages ou d'articles de référence ou si vous connaissez des sites web de qualité traitant du thème abordé ici, merci de compléter l'article en donnant les références utiles à sa vérifiabilité et en les liant à la section « Notes et références ».
- Archive Wikiwix
- Bing
- Cairn
- DuckDuckGo
- E. Universalis
- Gallica
- Google
- G. Books
- G. News
- G. Scholar
- Persée
- Qwant
- (zh) Baidu
- (ru) Yandex
- (wd) trouver des œuvres sur Wikidata

Navigation
Tournoi 2016 Tournoi 2018
Le championnat d'Asie de rugby à XV 2017 est la troisième édition du championnat d'Asie de rugby à XV, compétition annuelle de rugby à XV qui voit s'affronter les nations membres de Asia Rugby. Les pays participants sont répartis en cinq divisions continentales et un système de promotions et de relégations existe entre les différentes divisions continentales.

## Participants
Top 3
- Hong Kong
- Japon
- Corée du Sud

| Division 1 - Malaisie - Philippines - Émirats arabes unis - Sri Lanka | Division 2 - Inde - Singapour - Taipei chinois - Thaïlande |

| Division 3 Mekong Cup - Thaïlande - Laos | Division 3 Ouest - Liban - Iran - Ouzbékistan |

## Top 3
Le Japon, la Corée du Sud, et Hong Kong participent à cette 3e formule du championnat.

### Classement
| Rang | Nation       | J | V | N | D | Bo | Bd | Pm  | Pe  | Diff | Pts |
| ---- | ------------ | - | - | - | - | -- | -- | --- | --- | ---- | --- |
| 1    | Japon (T)    | 4 | 4 | 0 | 0 | 0  | 0  | 172 | 56  | +116 | 18  |
| 2    | Hong Kong    | 4 | 2 | 0 | 2 | 0  | 0  | 99  | 63  | +36  | 12  |
| 3    | Corée du Sud | 4 | 0 | 0 | 4 | 0  | 0  | 59  | 209 | -150 | 0   |

|  | Vainqueur du tournoi (no 1). |
|  | T : tenant du titre 2016.    |

Attribution des points : Cinq points sont attribués pour une victoire, trois points pour un match nul, aucun point en cas de défaite. Un point de bonus est accordé à l'équipe qui marque au moins quatre essais ou qui perd par moins de huit points.

### Résultats
Première journée
| 22 avril 2017 | Corée du Sud | 29 - 47 | Japon | Namdong Asiad Staduim, Incheon |
| 22 avril 2017 |              |         |       | Namdong Asiad Staduim, Incheon |
| 22 avril 2017 |              |         |       | Namdong Asiad Staduim, Incheon |

Deuxième journée
| 29 avril 2017 | Japon | 80 - 10 | Corée du Sud | Prince Chichibu Stadium, Tokyo |
| 29 avril 2017 |       |         |              | Prince Chichibu Stadium, Tokyo |
| 29 avril 2017 |       |         |              | Prince Chichibu Stadium, Tokyo |

Troisième journée
| 6 mai 2017 | Japon | 29 - 17 | Hong Kong | Prince Chichibu Stadium, Tokyo |
| 6 mai 2017 |       |         |           | Prince Chichibu Stadium, Tokyo |
| 6 mai 2017 |       |         |           | Prince Chichibu Stadium, Tokyo |

Quatrième journée
| 13 mai 2017 | Hong Kong | 0 - 16 | Japon | Hong Kong Stadium, Hong Kong |
| 13 mai 2017 |           |        |       | Hong Kong Stadium, Hong Kong |
| 13 mai 2017 |           |        |       | Hong Kong Stadium, Hong Kong |

Cinquième journée
| 27 mai 2017 | Corée du Sud | 17 - 43 | Hong Kong | Namdong Asiad Stadium, Incheon |
| 27 mai 2017 |              |         |           | Namdong Asiad Stadium, Incheon |
| 27 mai 2017 |              |         |           | Namdong Asiad Stadium, Incheon |

Sixième journée
| 3 juin 2017 | Hong Kong | 39 - 3 | Corée du Sud | Hong Kong Stadium, Hong Kong |
| 3 juin 2017 |           |        |              | Hong Kong Stadium, Hong Kong |
| 3 juin 2017 |           |        |              | Hong Kong Stadium, Hong Kong |

## Division 1
La division 1 est composée des Philippines, du Sri Lanka, de la Malaisie et enfin des Émirats arabes unis. Le tournoi se déroule à Kuala Lumpur.

### Classement
| Rang | Nation              | J | V | N | D | Bo | Bd | Pm | Pe  | Diff | Pts |
| ---- | ------------------- | - | - | - | - | -- | -- | -- | --- | ---- | --- |
| 1    | Malaisie            | 3 | 3 | 0 | 0 | 0  | 0  | 98 | 39  | +59  | 0   |
| 2    | Sri Lanka           | 3 | 2 | 0 | 1 | 0  | 0  | 66 | 52  | +14  | 0   |
| 3    | Philippines         | 3 | 1 | 0 | 2 | 0  | 0  | 55 | 90  | -35  | 0   |
| 4    | Émirats arabes unis | 3 | 0 | 0 | 3 | 0  | 0  | 65 | 103 | -38  | 0   |

|  | Vainqueur du tournoi (no 1). |

Attribution des points : Match gagné : 5 pts, match nul : 3 pts, match perdu : 0 pts, un point de bonus est attribué si une équipe marque 4 essais ou plus ou si elle perd par 7 points ou moins.

### Résultats
Première journée
| 14 mai 2017 | Sri Lanka | 24 - 13 | Philippines | Royal Selangor Stadium, Kuala Lumpur |
| 14 mai 2017 |           |         |             | Royal Selangor Stadium, Kuala Lumpur |
| 14 mai 2017 |           |         |             | Royal Selangor Stadium, Kuala Lumpur |

| 14 mai 2017 | Malaisie | 36 - 22 | Émirats arabes unis | Royal Selangor Stadium, Kuala Lumpur |
| 14 mai 2017 |          |         |                     | Royal Selangor Stadium, Kuala Lumpur |
| 14 mai 2017 |          |         |                     | Royal Selangor Stadium, Kuala Lumpur |

Deuxième journée
| 17 mai 2017 | Malaisie | 40 - 8 | Philippines | Royal Selangor Stadium, Kuala Lumpur |
| 17 mai 2017 |          |        |             | Royal Selangor Stadium, Kuala Lumpur |
| 17 mai 2017 |          |        |             | Royal Selangor Stadium, Kuala Lumpur |

| 17 mai 2017 | Émirats arabes unis | 17 - 33 | Sri Lanka | Royal Selangor Stadium, Kuala Lumpur |
| 17 mai 2017 |                     |         |           | Royal Selangor Stadium, Kuala Lumpur |
| 17 mai 2017 |                     |         |           | Royal Selangor Stadium, Kuala Lumpur |

Troisième journée
| 20 mai 2017 | Philippines | 34 - 26 | Émirats arabes unis | Royal Selangor Stadium, Kuala Lumpur |
| 20 mai 2017 |             |         |                     | Royal Selangor Stadium, Kuala Lumpur |
| 20 mai 2017 |             |         |                     | Royal Selangor Stadium, Kuala Lumpur |

| 20 mai 2017 | Malaisie | 22 - 9 | Sri Lanka | Royal Selangor Stadium, Kuala Lumpur |
| 20 mai 2017 |          |        |           | Royal Selangor Stadium, Kuala Lumpur |
| 20 mai 2017 |          |        |           | Royal Selangor Stadium, Kuala Lumpur |

## Division 2
La division 2 est composée de la Thaïlande, de l'Inde, de Singapour et enfin de Taïwan. Le tournoi se déroule à Taipei.

### Résultats
|  | Demi-finales                                | Demi-finales                                |                        |    | Finale                                      | Finale                                      |
|  | Demi-finales                                | Demi-finales                                |                        |    | Finale                                      | Finale                                      |
|  |                                             |                                             |                        |    |                                             |                                             |
|  | le 15 novembre au Stade municipal de Taipei | le 15 novembre au Stade municipal de Taipei |                        |    | le 18 novembre au Stade municipal de Taipei | le 18 novembre au Stade municipal de Taipei |
|  | le 15 novembre au Stade municipal de Taipei | le 15 novembre au Stade municipal de Taipei |                        |    | le 18 novembre au Stade municipal de Taipei | le 18 novembre au Stade municipal de Taipei |
|  | Singapour                                   | 49                                          |                        |    | le 18 novembre au Stade municipal de Taipei | le 18 novembre au Stade municipal de Taipei |
|  | Singapour                                   | 49                                          |                        |    | le 18 novembre au Stade municipal de Taipei | le 18 novembre au Stade municipal de Taipei |
|  | Inde                                        | 0                                           |                        |    | le 18 novembre au Stade municipal de Taipei | le 18 novembre au Stade municipal de Taipei |
|  | Inde                                        | 0                                           | Singapour              | 38 |                                             |                                             |
|  | le 15 novembre au Stade municipal de Taipei |                                             | Singapour              | 38 |                                             |                                             |
|  |                                             | Thaïlande                                   | 13                     |    |                                             |                                             |
|  | Taipei chinois                              | Thaïlande                                   | 13                     | 21 |                                             |                                             |
|  | Taipei chinois                              |                                             |                        | 21 |                                             |                                             |
|  | Thaïlande                                   | 27                                          |                        |    |                                             |                                             |
|  | Thaïlande                                   | 27                                          | Match pour la 3e place |    |                                             |                                             |
|  |                                             |                                             |                        |    |                                             |                                             |
|  | le 18 novembre au Stade municipal de Taipei |                                             |                        |    |                                             |                                             |
|  |                                             |                                             |                        |    |                                             |                                             |
|  | Inde                                        | 19                                          |                        |    |                                             |                                             |
|  | Inde                                        | 19                                          |                        |    |                                             |                                             |
|  | Taipei chinois                              | 37                                          |                        |    |                                             |                                             |
|  | Taipei chinois                              | 37                                          |                        |    |                                             |                                             |

## Division 3
La division 3 est composée de deux poules : la poule Mekong Cup, qui se déroule à Vientiane au Laos et la poule Ouest, qui se déroule à Tachkent en Ouzbékistan.

### Résultat
| 4 novembre 2017 | Laos | 3 - 49 | Thaïlande | Chaoanuvong Stadium, Vientiane |
| 4 novembre 2017 |      |        |           | Chaoanuvong Stadium, Vientiane |
| 4 novembre 2017 |      |        |           | Chaoanuvong Stadium, Vientiane |

### Poule Ouest
La poule est composée de l'Ouzbékistan, de l'Iran et du Liban. Le tournoi se déroule à Tachkent en Ouzbékistan.

#### Classement
| Rang | Nation      | J | V | N | D | Bo | Bd | Pm | Pe | Diff | Pts |
| ---- | ----------- | - | - | - | - | -- | -- | -- | -- | ---- | --- |
| 1    | Liban       | 2 | 1 | 1 | 0 | 0  | 0  | 49 | 48 | +1   | 8   |
| 2    | Ouzbékistan | 2 | 0 | 2 | 0 | 0  | 0  | 37 | 37 | 0    | 6   |
| 3    | Iran        | 2 | 0 | 1 | 1 | 0  | 0  | 37 | 38 | -1   | 3   |

|  | Vainqueur du tournoi (no 1). |

Attribution des points : Cinq points sont attribués pour une victoire, trois points pour un match nul, aucun point en cas de défaite. Un point de bonus est accordé à l'équipe qui marque au moins quatre essais ou qui perd par moins de huit points.

#### Résultat
Première journée
| 25 mars 2017 | Ouzbékistan | 13 - 13 | Iran | Dustilk Staduim, Tachkent |
| 25 mars 2017 |             |         |      | Dustilk Staduim, Tachkent |
| 25 mars 2017 |             |         |      | Dustilk Staduim, Tachkent |

Deuxième journée
| 28 mars 2017 | Iran | 24 - 25 | Liban | Dustilk Stadium, Tachkent |
| 28 mars 2017 |      |         |       | Dustilk Stadium, Tachkent |
| 28 mars 2017 |      |         |       | Dustilk Stadium, Tachkent |

Troisième journée
| 31 mars 2017 | Liban | 24 - 24 | Ouzbékistan | Dustilk Stadium, Tachkent |
| 31 mars 2017 |       |         |             | Dustilk Stadium, Tachkent |
| 31 mars 2017 |       |         |             | Dustilk Stadium, Tachkent |